# Couterne
Couterne is een plaats en voormalige gemeente in het Franse departement Orne (regio Normandië) en telt 1042 inwoners (2004).  De plaats maakt deel uit van het arrondissement Alençon. Bezienswaardigheid is het kasteel van Couterne.

## Geschiedenis
Op 1 januari 2016 werd de gemeente gefuseerd met de gemeenten La Chapelle-d'Andaine, Geneslay en Haleine tot de gemeente Rives d'Andaine.

## Geografie
De oppervlakte van Couterne bedraagt 10,7 km², de bevolkingsdichtheid is 97,4 inwoners per km².
De onderstaande kaart toont de ligging van Couterne met de belangrijkste infrastructuur en aangrenzende gemeenten.

## Demografie
Onderstaande figuur toont het verloop van het inwonertal (bron: INSEE-tellingen).

## Geboren
- Jean Hélion (1904-1987), kunstschilder

La Chapelle-d'Andaine · Couterne · Geneslay · Haleine